# Jaromina (przystanek kolejowy)
Jaromina (biał. Яроміна; ros. Ерёмино) – przystanek kolejowy w miejscowości Jaromina, w rejonie homelskim, w obwodzie homelskim, na Białorusi. Leży na linii Homel - Żłobin - Mińsk.